# Книга пророка Аггея
Кни́га проро́ка Агге́я — книга, входящая в состав еврейской Библии (Танаха) и Ветхого Завета. В еврейской Библии помещается в разделе Невиим (Пророки). Десятая книга из «Двенадцати малых пророков». Написана пророком Аггеем.

## Авторство и время создания
Книга написана пророком Аггеем во 2-й год царствования Дария I  (520 год до н.э). О пророчествах Аггея имеется упоминание в первой книге Ездры (5:1, 6:14), когда он и пророк Захария говорили о постройке Храма.

## Содержание
Книга состоит из четырёх речей пророка Аггея, произнесённых им иудейскому народу по слову Божиему к нему:
1. Агг. 1:1—11 — речь, произнесённая пророком Агеем правителю Иудеи Зоровавелю и первосвященнику Иисусу в первый день 6-го месяца 2-го года царствования Дария Гистаспа (520 год до н. э.). В ней пророк указывает на причину остановки в восстановлении Иерусалимского храма, когда самаряне в 522 году до н.э. добились от персидского царя запрещения постройки храма (1 Езд. 4:23, 24). В пророчестве Аггея остановка в строительстве храма  связана с небрежением в его строительстве (Агг. 1:2—4). По слову Господня, пророк Аггей требует возобновления работ по постройке храма (Агг. 1:8) и указывает на переживаемые иудейским народом бедствия, как на проявление гнева Божия за пренебрежение делом Божиим.
2. Агг. 2:1—9 — речь, датированная 21-м днём 7-го месяца, вероятно, того же года (в 7-й день праздника Кущей).  Содержит увещание — бодро продолжать постройку храма, не смущаясь видимою её бедностью и недостатком средств доставить новому храму благолепие первого, Соломонова храма. Затем упоминается пришествие «Желаемого всеми народами» (Агг. 2:7) и слава, которая будет присуща новому храму ещё в большей степени, чем первому.
3. Агг. 2:10—19 — речь, произнесённая в 24-й день 9-го месяца того же года. Пророк для поддержания ревности строителей храма указывает на то, что без Храма, в котором люди получают очищение и освящение, все были нечисты, самые жертвы были не угодны Богу, и Бог в гневе Своём наказывал людей неплодородием земли. Когда иудеи уже показали свою ревность к устройству храма, Господь возвещает Своё благословение народу.
4. Агг. 2:20—23 — речь, произнесенная в тот же день, как и предыдущая, обращена собственно к Зоровавелю, и возвещает ему, как потомку Давидову и верному и покорному рабу Божиему в деле построения Храма, целость, сохранение и благосостояние под особенным покровительством Божиим в то именно время, как произойдут великие политические перевороты.

Многие исследователи видели в речах пророка Аггея сокращение более длинных речей, произнесённых им к народу.